# Тре Арије (Ређо ди Калабрија)
Тре Арије је насеље у Италији у округу Ређо ди Калабрија, региону Калабрија.
Према процени из 2011. у насељу је живело 317 становника. Насеље се налази на надморској висини од 423 м.